# Тихиро, Оницука
Оницука Тихиро (яп. 鬼束 ちひろ, おにつか ちひろ; 30 октября 1980) — японская популярная певица
 и пианистка. Родилась в городке Нанго, префектура Миядзаки.
Дебютировала в 2000 году с песней «Shine». Получила известность благодаря песне «Лунное сияние».

## Синглы
- Shine (9 февраля 2000)
- «Лунное сияние» (9 августа 2000)  (Песня из сериала «TRICK»)
- Cage (8 ноября 2000)
- Головокружение (9 февраля 2001)
- infection/LITTLE BEAT RIFLE (7 сентября 2001)
- «Метеоритный поток» (6 февраля 2002)  (Песня из сериала «TRICK 2»)
- Sign (21 марта 2003)
- Beautiful Fighter (20 августа 2003)
- Хорошего дня в путешествие на запад (29 октября 2003)
- Вальс со мной (27 ноября 2003)
- Растет трава (27 октября 2004)
- everyhome (30 мая 2007)
- Мы розовыми днях (19 сентября 2007)